# Centre d'Esports Sallent
El Centre d'Esports Sallent és un club de futbol català de la ciutat de Sallent, al Bages.
Altres denominacions que ha tingut el club en altres èpoques,
1939 - 1980, a causa de la victòria en la Guerra Civil Espanyola del costat franquista i amb la imposició d'una dictadura militar, que va prohibir d'usar la llengua catalana el club va passar a anomenar-se Club Deportivo Sallent, CD Sallent.
1980-1990, amb la instauració de la democràcia, el club va voler recuperar el nom català, però a través d'una traducció directa del nom españolitzat, amb la qual cosa es va emprar durant força anys l'erroni Club Esportiu Sallent.
1990-Avui, es recupera el nom originari de la fundació del club, Centre d'Esports Sallent.

## Història
El futbol fou introduït a Sallent l'any 1913 per l'industrial Valentí Morral Puig, que l'havia après a Barcelona. El 1916 es creà la primera societat presidida per Gumersindo Comellas. Dos anys més tard, el 1918, es fundà el Sallent FC. L'any 1920 nasqué la Unió Esportiva Sallent, US Sallent, presidida per Josep Planes, i que vestia samarreta blau i grana. Un altre club efímer fundat durant aquells anys fou la Penya Sallentina.
El 14 de novembre de 1927 es creà el Centre d'Esports Sallent, essent primer president Jaume Escaler. És considerat successor directe de la Unió, de la qual conservà els colors i hi compartí molts directius. Visqué la seva època daurada entre 1956 i 1960, quan jugà a Tercera Divisió.

## Estadis
Els diversos clubs de futbol de Sallent han jugat els seus partits a diversos terrenys de joc. Aquests han estat:
- 1913-1916: Els plans de l'Illa, conegut com el Puntasco.
- 1916-1918, 1920: Camp del Beringues (als carrers Secretari Bonet amb Trenta-sisena).
- 1918-1926: Camp de Palau (a l'actual passeig de la Biblioteca).
- 1926-1970: La Costeta. Tenia unes dimensions de 90 x 45 m i fou construït sobre un terreny de cal Claret del carrer Torres Amat, avui carrers Pere Riera i Pere Vallribera.
- 1970-avui: Camp Nou. Fou inaugurat el 1970 amb unes dimensions de 104 x 67 metres i capacitat per a 2.500 espectadors. Fou de gespa natural fins al 2010, a partir d'aquest any el camp fa servir gespa artificial. L'enllumenat artificial fou inaugurat el 31 de maig de 2008.[4]

## Temporades
Temporades del club a Tercera Divisió:
- 1956-1957: 3a Divisió 8è
- 1957-1958: 3a Divisió 9è
- 1958-1959: 3a Divisió 8è
- 1959-1960: 3a Divisió 15è

Vegeu més temporades a la pàgina del club Classificacions històriques Arxivat 2009-10-19 a Wayback Machine.
Entre els jugadors del club que han jugat a Primera o Segona Divisió, destaquen Lluís Gonzàlez, Gabri, Rubén Navarro i Aitor Ruibal García